# Hietajärvi (sjö i Enontekis, Lappland)
Hietajärvi är en sjö i kommunen Enontekis i landskapet Lappland i Finland. Arean är 35 hektar och strandlinjen är 3,98 kilometer lång. Sjön  ingår i Kemi älvs huvudavrinningsområde.   Den ligger omkring 230 kilometer norr om Rovaniemi och omkring 930 kilometer norr om Helsingfors. 